# Japan i olympiska sommarspelen 1964
Japan deltog med 328 deltagare vid de olympiska sommarspelen 1964 i Tokyo. Totalt vann de sexton guldmedaljer, fem silvermedaljer och åtta bronsmedaljer.

## Medaljer

### Guld
- Takao Sakurai - Boxning, bantamvikt.
- Tsutomu Hanahara - Brottning, grekisk-romersk stil , flugvikt.
- Masamitsu Ichiguchi - Brottning, grekisk-romersk stil , bantamvikt.
- Yoshikatsu Yoshida - Brottning, fristil, flugvikt.
- Yojiro Uetake - Brottning, fristil, bantamvikt.
- Osamu Watanabe - Brottning, fristil, fjädervikt.
- Yukio Endo, Takuji Hayata, Takashi Mitsukuri, Takashi Ono, Shuji Tsurumi och Haruhiro Yamashita - Gymnastik, mångkamp.
- Yukio Endo - Gymnastik, mångkamp.
- Takuji Hayata - Gymnastik, ringar.
- Haruhiro Yamashita - Gymnastik, hopp.
- Yukio Endo - Gymnastik, barr.
- Takehide Nakatani - Judo, lättvikt.
- Isao Okano - Judo, mellanvikt.
- Isao Inokuma - Judo, tungvikt.
- Yoshinobu Miyake - Tyngdlyftning, 60 kg.
- Masae Kasai, Emiko Miyamoto, Kinuko Tanida, Yuriko Handa, Yoshiko Matsumura, Sata Isobe, Katsumi Matsumura, Yoko Shinozaki, Setsuko Sasaki, Yuko Fujimoto, Maseko Kondo och Ayano Shibuki - Volleyboll.

### Silver
- Shuji Tsurumi - Gymnastik, nångkamp.
- Yukio Endo - Gymnastik, fristående.
- Shuji Tsurumi - Gymnastik, bygelhäst.
- Shuji Tsurumi - Gymnastik, barr.
- Akio Kaminaga - Judo, öppen klass.

### Brons
- Iwao Horiuchi - Brottning, fristil, lättvikt.
- Kokichi Tsuburaya - Friidrott, maraton.
- Toshiko Aihara, Ginko Chiba, Keiko Ikeda, Taniko Nakamura, Kiyoko Ono och Hiroko Tsuji - Gymnastik, mångkamp.
- Makoto Fukui, Kunihiro Iwasaki, Toshio Shoji och Yukiaki Okabe - Simning, 4 x 200 meter frisim.
- Yoshihisa Yoshikawa - Skytte, fripistol.
- Shiro Ichinoseki - Tyngdlyftning, 56 kg.
- Masashi Ohuchi - Tyngdlyftning, 75 kg.
- Yutaka Demachi, Tsutomu Koyama, Sadatoshi Sugahara, Naohiro Ikeda, Yasutaka Sato, Toshiaki Kosedo, Tokihiko Higuchi, Masayuki Minami, Takeshi Tokutomi, Teruhisa Moriyama, Yūzo Nakamura och Katsutoshi Nekoda - Volleyboll.